# Theofylaktos Simokattés
Theofylaktos Simokattés (řecky Θεοφύλακτος Σιμοκάτ(τ)ης, latinizovaně Theophylactus Simocatta; 6. – 7. století) byl byzantský historik a básník původem z Egypta.

## Život a dílo
Narodil se v Egyptě, kvůli studiu práva ale odešel do Konstantinopole.
Napsal dílo Oikumeniké historia (Světové dějiny, v češtině vyšlo jako Na sklonku věků), které zachycuje období vládnutí císaře Maurikia (582–602) a sbírku fingovaných listů Epistolai éthikai, agroikai, hetairikai. Jeho dílo přeložil na začátku 16. století do latiny Mikuláš Koperník.